# Géza Lakatos
Géza Lakatos, född 30 april 1890 i Budapest, död 24 maj 1967 i Adelaide, Australien, var en ungersk general som tjänstgjorde som Ungerns premiärminister mellan den 29 augusti och 16 oktober 1944.

## Biografi
Géza Lakatos och hans tvillingbror Kálmán stred i första världskriget. Kálmán stupade i september 1914.
I slutet av augusti 1944 störtade anhängare till Lakatos och statschefen Miklós Horthy premiärministern Döme Sztójay som hade insatts av Tredje riket. Lakatos regering inställde deportationen av ungerska judar till Nazitysklands förintelseläger. Horthy försökte i det uppkomna läget att slutgiltigt förvisa tyskarna ut ur Ungern, men då kidnappade tyskarna Horthys son, Miklós Horthy d.y. (1907–1993) och Horthy kapitulerade.
I den allmänna politiska förvirringen förövade det fascistiska Pilkorspartiet, med stöd av Nazityskland, en statskupp och tog makten i Ungern; ny premiärminister och ledare blev Ferenc Szálasi. Lakatos tvingades att avgå den 16 oktober 1944. Efter andra världskriget emigrerade han till Australien.

### Webbkällor
- ”LAKATOS Géza (1890–1967)” (på ungerska). Ki kicsoda?. Arkiverad från originalet den 14 juli 2013. https://www.webcitation.org/6I7BMWmSi?url=http://www.bibl.u-szeged.hu/bibl/mil/ww2/who/lakatos.html. Läst 14 juli 2013.